# 中島弘明
中島 弘明（なかじま ひろあき、1935年7月21日 - 2023年7月17日）は、日本の経営者。メディキット会長。

## 略歴
- 宮崎県日向市生まれ[3]
- 中央大学経済学部卒業
- 1973年 - メディキット株式会社を創業する。
- 2005年 - メディキットがジャスダックに上場する。
- 2023年7月17日 - 老衰のため死去[2]。87歳没。

## 著書
- 「自立型人間へのすすめ」巌松堂出版